# 온라인 영화 비평가 협회
온라인 영화 비평가 협회(-映畫批評家協會, 영어: Online Film Critics Society)는 인터넷에서 평론을 발표하는 영화 평론가들에 의한 비평가 협회이다.